# Tatrzańska Łomnica

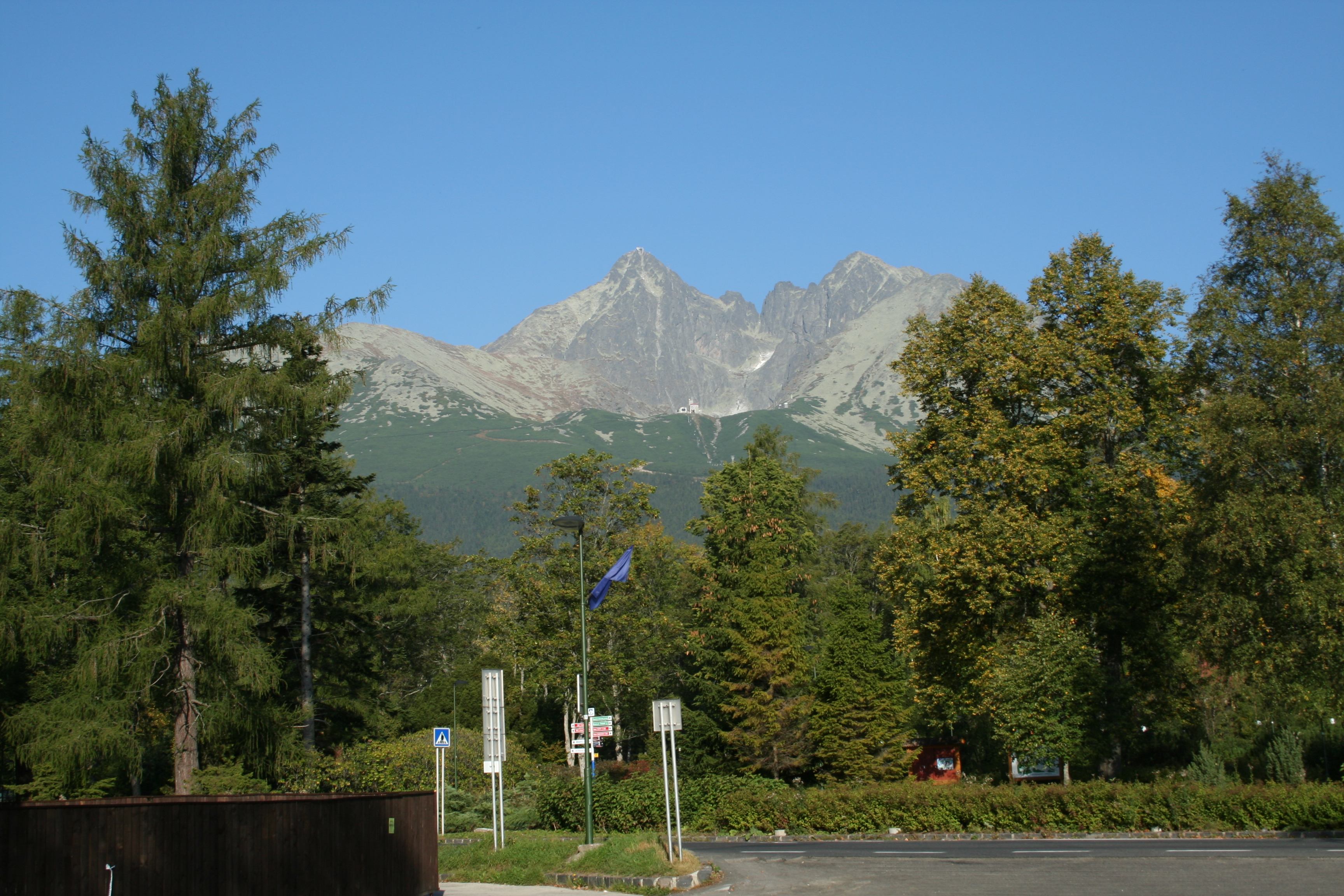
Masyw Łomnicy widziany z dworca autobusowego. Na zbliżeniu widoczne są obie stacje kolejki linowej.

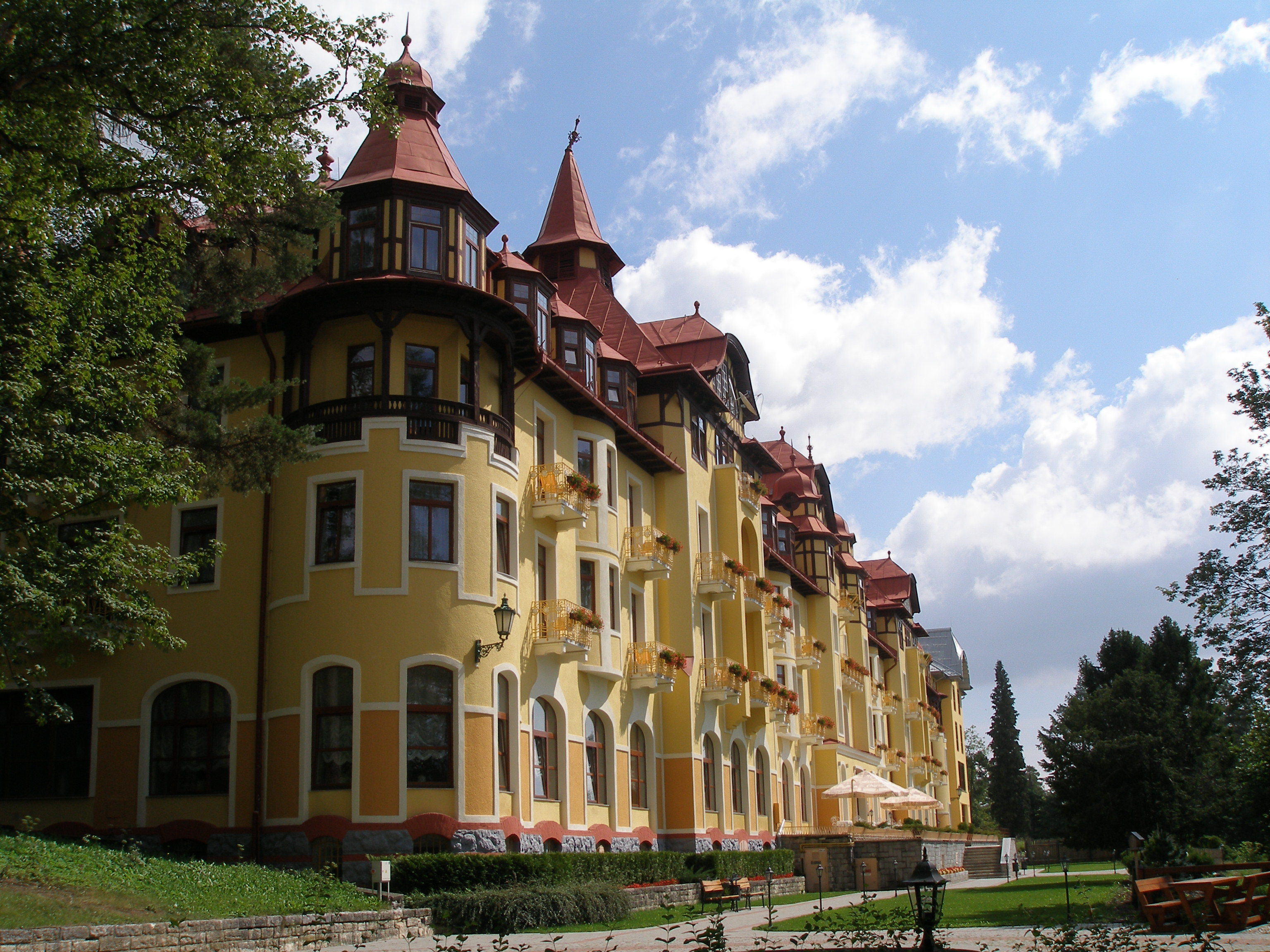
Grandhotel Praha

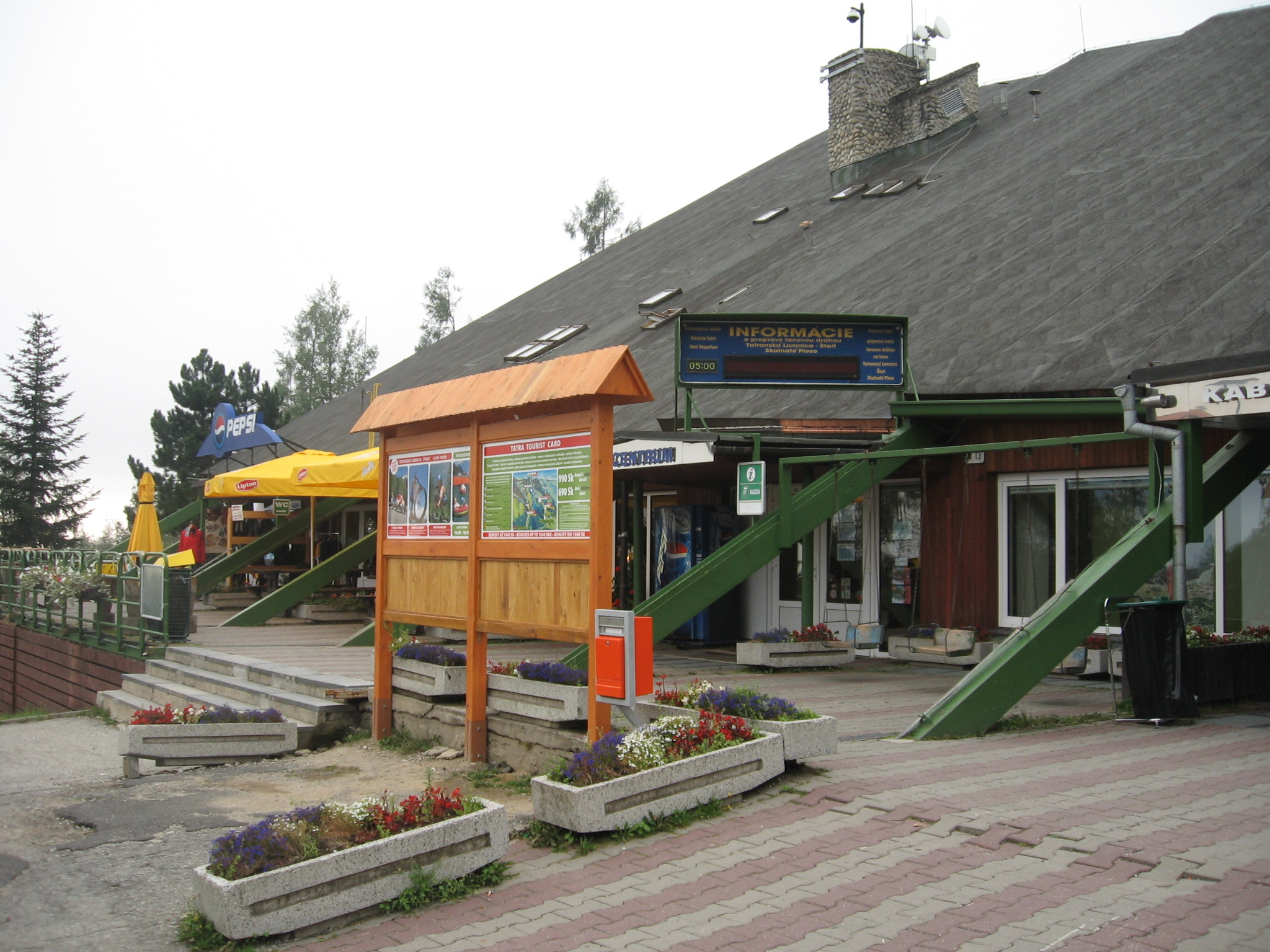
Dolna stacja kolejki nad Łomnicki Staw

Tatrzańska Łomnica (dawniej także: Łomnica Tatrzańska; słow. Tatranská Lomnica, niem. Tatralomnitz, węg. Tátralomnic) – miejscowość u podnóża Tatr Wysokich na Słowacji, część struktury administracyjnej miasta Wysokie Tatry. Jedna z większych podtatrzańskich osad, położona na wysokości 830–900 m n.p.m., u stóp Łomnicy (2632 m n.p.m.), około 6 km na wschód od Starego Smokowca. Jeden z ważniejszych ośrodków turystycznych po słowackiej stronie Tatr, słynący z dużej ilości hoteli, pensjonatów, kempingów oraz kolei linowych, wywożących turystów nad Łomnicki Staw (Skalnaté pleso, 1751 m n.p.m.) i samą Łomnicę.

## Historia
Jako datę powstania osady przyjmuje się rok 1881. Rozwój osady, od początku planowanej przez państwo węgierskie jako ośrodek turystyczny, datowany jest na 1892 rok. Rok później powstał tu hotel Łomnica – przez pewien czas będący największym tego typu obiektem w Tatrach, zaś w 1905 roku znacznych rozmiarów, stylowy Grandhotel, który w 1919 roku zmienił nazwę na Grandhotel Praha. W grudniu 1972 r. oddano do użytku pięciokondygnacyjny hotel Slovan z 91 pokojami (211 łóżek) i 447 miejscami w części gastronomicznej.
Istotny wzrost znaczenia turystycznego osada datuje w końcu lat 30. XX w., kiedy to ukończono budowę niezwykle nowoczesnej w tamtych czasach kolei linowej na Łomnicę ze stacją pośrednią nad Łomnickim Stawem. Odcinek końcowy kolejki pokonuje na jednym przęśle do szczytu różnicę wysokości 850 metrów, zaś wagonik kolejki znajduje się około 300 metrów nad ziemią. Od 2001 roku jej dolny odcinek jest nieczynny ze względu na nieopłacalność i konieczność remontu. Nie wiadomo, czy kiedykolwiek ruszy; być może w dolnym budynku stacyjnym, zaprojektowanym przez znanego słowackiego architekta Dušana Jurkoviča, powstanie muzeum.
19 listopada 2004 huragan dokonał niemal całkowitego zniszczenia lasów w rejonie Tatrzańskiej Łomnicy.

## Informacje turystyczne
Kolejką z Tatrzańskiej Łomnicy można wjechać przez pośrednią stację Start do Łomnickiego Stawu. Stamtąd można się udać drugą kolejką na szczyt Łomnicy. Przez miasto prowadzi Droga Wolności z Łysej Polany i Zdziaru przez Łomnicę Tatrzańską, Stary Smokowiec i Szczyrbskie Jezioro do Liptowskiego Mikułasza. Ze Starym Smokowcem Tatrzańska Łomnica ma też połączenie obsługiwane przez Tatrzańskie Koleje Elektryczne.
Tatrzańska Łomnica to obecnie także ważny ośrodek narciarski, siedziba muzeum TANAP (Tatranský národný park). Na terenie osady znajduje się również ośrodek sportów konnych, pole golfowe i kino Tatry.
W pobliżu dolnej stacji kolejki znajdują się dwa kościoły: rzymskokatolicki i ewangelicko-augsburski.

## Szlaki turystyczne
– niebieski szlak z centrum Tatrzańskiej Łomnicy do Chaty Rainera u wylotu Doliny Staroleśnej. Czas przejścia: 1:55 h, ↓ 1:40 h
  – zielony od nieczynnej stacji kolejki przy hotelu „Praha” obok pośredniej stacji „Start” do Łomnickiego Stawu. Czas przejścia: 2:30 h, ↓ 1:45 h
  – żółty szlak od hotelu „Praha” do Matlar. Czas przejścia: 45 min w obie strony

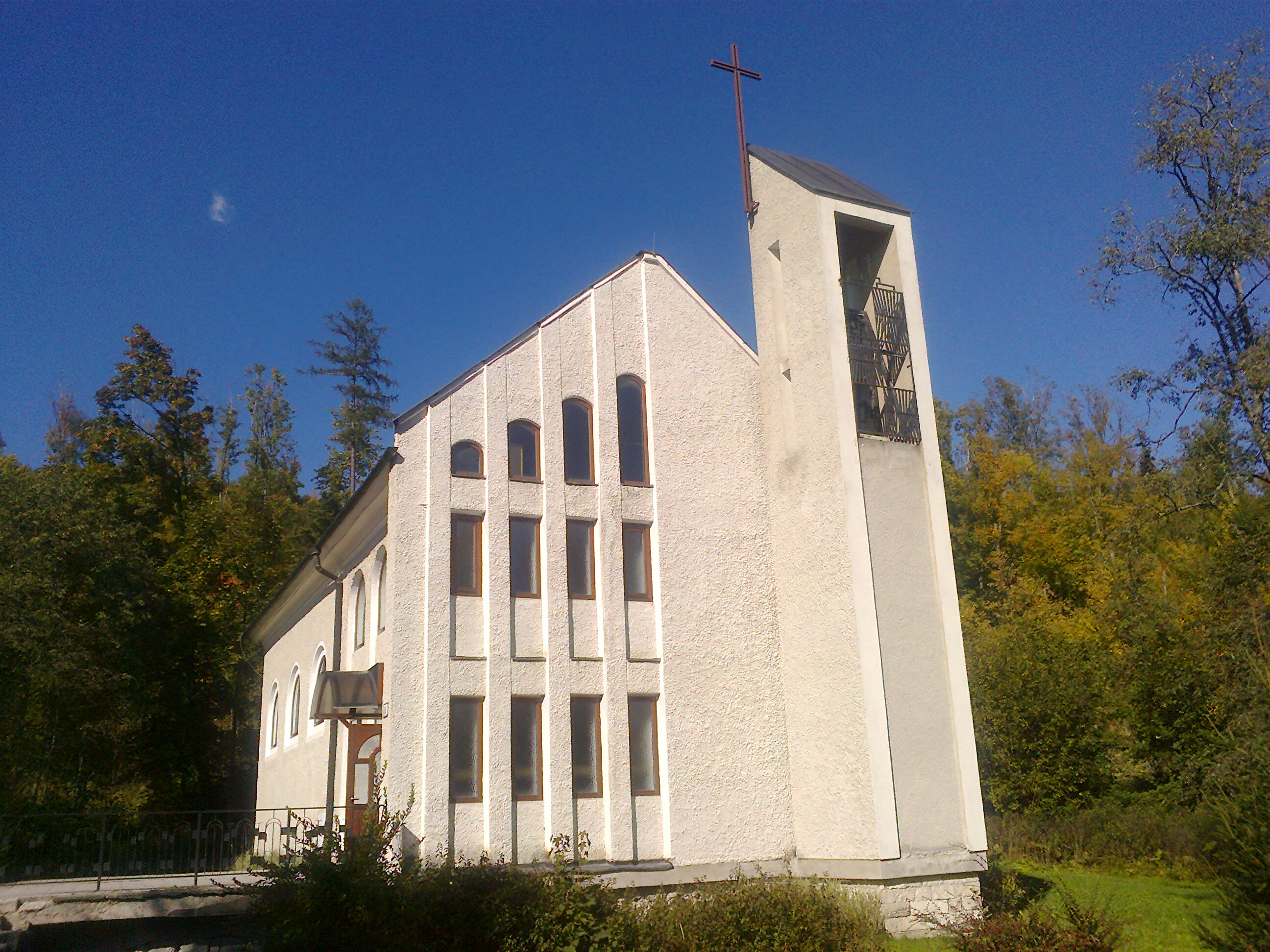
Kościół katolicki w Tatrzańskiej Łomnicy
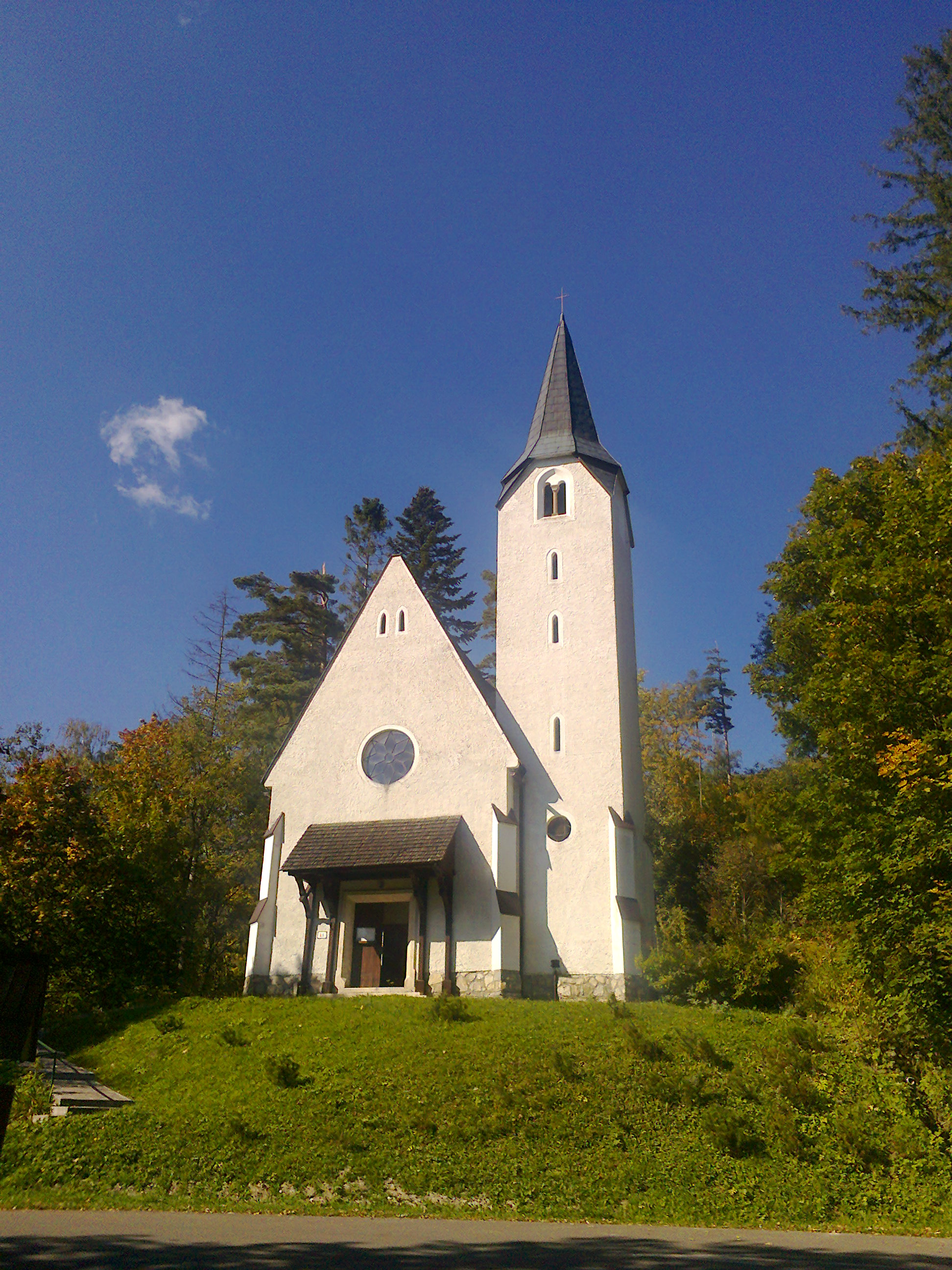
Kościół ewangelicki w Tatrzańskiej Łomnicy
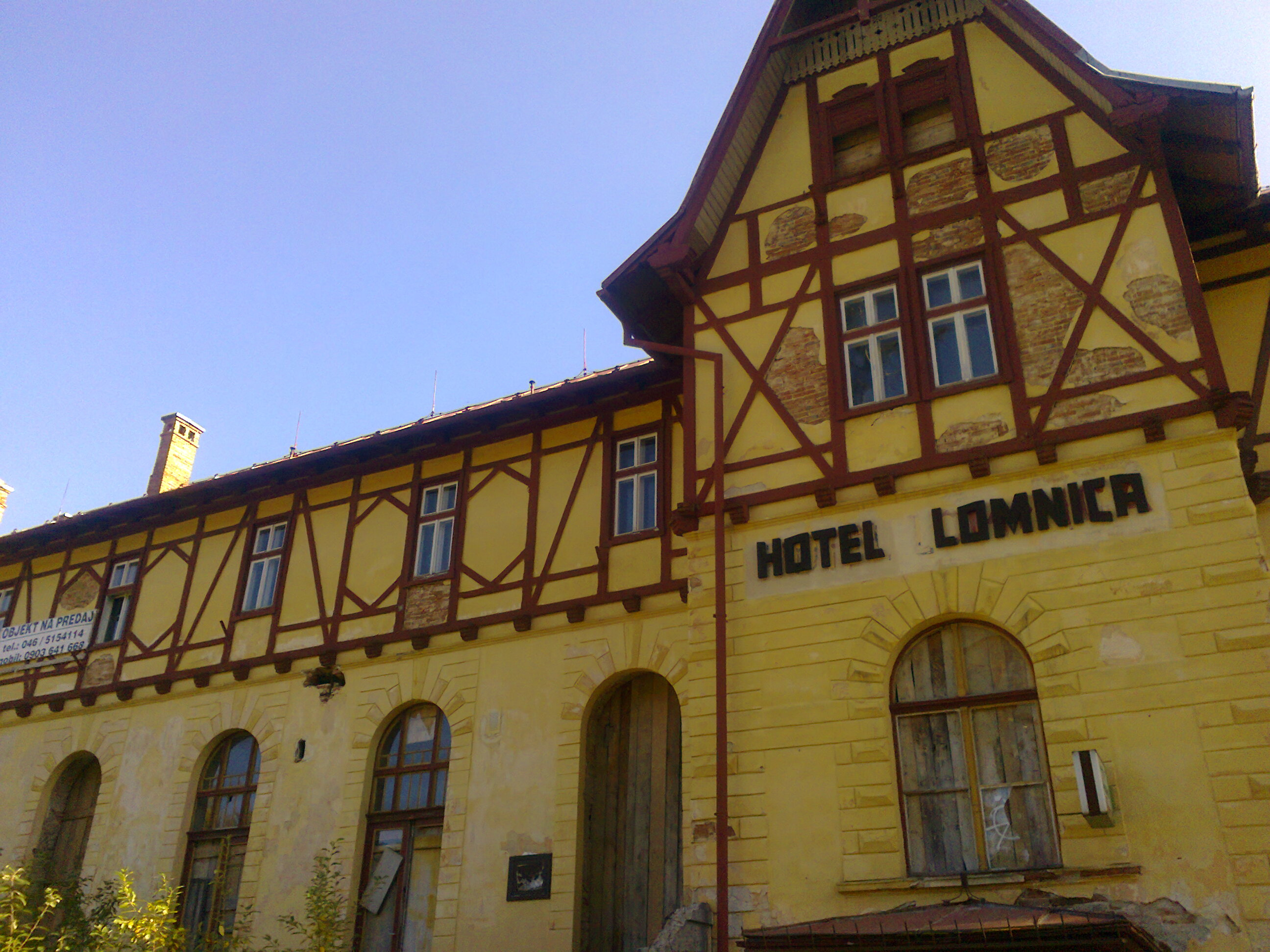
Hotel Łomnica
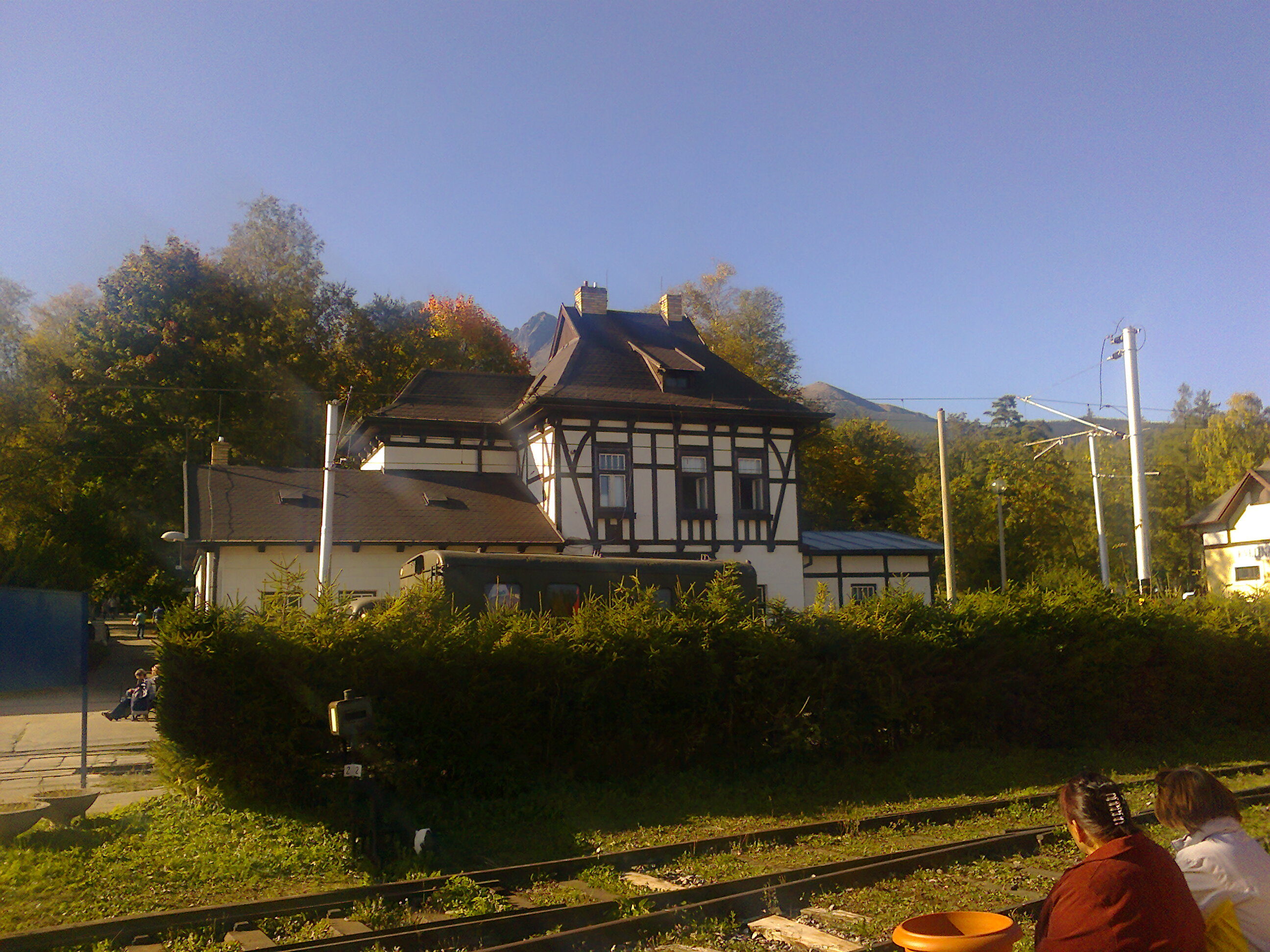
Stacja kolejowa